# Nabo
A Brassica rapa L., comummente conhecido como nabo, é uma planta crucífera (da família das couves) de raiz tuberosa e folhas comestíveis.
À planta em flor comercializada é dado o nome de grelos-de-nabo ou simplesmente grelos e à rama sem flor chama-se nabiça (não confundir com a Brassica napus, que também dá por este nome comum). É utilizado como guarnição ou própria matéria-prima para alguns pratos. É uma planta rica em cálcio e possui poucas calorias. Também pode ser usado em mirepoix.

## Uso humano
Não se sabe quando se começou a consumir nabos. Alimento comum entre os gregos e os romanos, o nabo há muito se tornou uma comida popular na Europa setentrional.
Os nabos são de fácil cultivo. São ideais para hortas domésticas; as sementes podem ser plantadas em carreiras diretamente no solo. Os horticultores costumam desbastar as plantas, de forma a deixar um espaçamento de 5 cm entre as mudas. A safra atinge o ponto de colheita em dois meses. A colheita pode ser estocada a temperaturas frescas.
Com frequência os nabos são atacados por pulgões, que podem ser controlados pulverizando-se as plantas com  sulfato de nicotina.
As folhas do nabo (nabiças) constituem um excelente alimento. Apresentam um alto teor de vitamina A, do complexo B e de vitamina C. São saborosas e suas fibras contribuem para regularizar o funcionamento intestinal.

## Cultivo em Portugal
As maiores concentrações de zonas de cultivo do nabo, em Portugal, encontram-se no distrito de Castelo Branco, sendo certo que os distritos da Estremadura, Portalegre, Évora e Bragança também possuem explorações com alguma expressão.
De acordo com o «Catálogo Nacional de Variedades de Espécies Agrícolas e Hortícolas», em 2020, havia oito variedades de nabos em cultivo em Portugal, sendo que quatro delas, a Gandra, o Greleiro da Senhora da Conceição, o Greleiro Temporão e o nabo de São Cosme, são espécies tradicionais.

A variedade do nabo greleiro Senhora da Conceição é tradicional no norte de Portugal, trata-se de uma variedade é temporã e encontra-se inscrita no Catálogo Nacional de Variedades desde 1992.